# 森下紫温
森下 紫温（もりした しおん、2002年10月25日 - ）は、日本の俳優。静岡県出身。ジャパン・ミュージックエンターテインメント（オフィス24）所属。

## 略歴
2022年結成されたエンターテインメントボーイズグループ・ROLESWANのメンバーとして活動。グループでの名義は「Sion」。同年4月「有間紫温」として舞台『二重奏』で俳優デビュー。
2023年より芸名を「森下紫温」に改名。
2023年5月に公開された映画『タクミくんシリーズ「長い長い物語の始まりの朝。」』にて主演を務める。本作が初の映像作品出演となった。

## 人物
4人兄弟の次男。兄が1人、年子の弟が2人いる。
特技は野球。高校時代は野球部に所属しており、最終的なポジションはサードとレフト。

## 出演

### 舞台
- 舞台『二重奏』（2022年4月6日 - 10日、赤坂RED/THEATER） - 戸田 役[5]
- 『戦国送球バトルボールズ 大阪冬の陣』（2023年3月29日 - 4月2日、シアター1010） - 月見空 役[6]
- ミュージカル『テニスの王子様』4thシーズン - 樹希彦 役 
  - 青学vs六角（2023年7月15日 - 23日、TACHIKAWA STAGE GARDEN / 7月28日 - 8月6日、COOL JAPAN PARK OSAKA WWホール / 8月18日 - 20日、名古屋文理大学文化フォーラム（稲沢市民会館） 大ホール / 8月26日 - 9月3日、日本青年館ホール）[7]
  - 青学vs比嘉（2025年1月11日 - 19日、日本青年館ホール / 1月25日 - 2月2日、梅田芸術劇場 メインホール / 2月8日 - 15日、TACHIKAWA STAGE GARDEN）[8]
- 舞台『ナナシ-第七特別死因処理課-』（2023年10月27日 - 11月5日、天王洲 銀河劇場） - オザキ監察官補佐 役[9]
- 舞台『草野球リバーサル〜人生逆転草野球〜』（2025年8月28日 - 31日、武蔵野芸能劇場）

### 映画
- タクミくんシリーズ「長い長い物語の始まりの朝。」（2023年5月27日公開、監督：横井健司） - 主演・葉山託生 役[4]

### テレビ番組
- 真夜中の推し活〜S/TEAM BLOOD（日本テレビ）